# (6000) Nacions Unides
Nacions Unides (United Nations) és l'asteroide núm. 6000 de la sèrie (1987 UN), descobert el 27 d'octubre de 1987 per P. Jensen des de Brorfelde. Nom proposat per L. D. Schmadel, per les lletres UN de la seva designació provisional i escollit per votació de la Comissió 20 de la UAI en la seva reunió de 1994 de La Haia (Països Baixos).